# حجفات (تعز)
حجفات هي إحدى قرى الجمهورية اليمنية. تتبع جغرافيا لمحافظة تعز وإداريًا لمديرية الشمايتين. يبلغ تعداد سكانها 3699 نسمة حسب الإحصاء الذي أجري عام 2004.